# Богиня і Консультант

Обкладинка роману

«Богиня і Консультант» — містично-детективний роман українського письменника Володимира Єшкілєва. Роман вийшов друком в 2009 році у Книжковому клубі «Клуб сімейного дозвілля»

## Сюжет
Роман починається з висвітлення дитинства головного героя Валерія Мітелика та знайомства з його друзями Робертом Адамчуком (Боб) і Ярославом Стеблинським (Яром). Під час одного з експериментів хлопців по запуску саморобного літака, відбувається вибух. Валерій частково втрачає слух, а Ярославу обпалює пів обличчя і він сліпне на одне око. Після цього долі хлопців розходяться.
Мітелик стає високооплачуваним консультантом у відомій консультаційній компанії. Проте майже всі його гроші ідуть на дружину, на її бажання та на лікування її від наркозалежності. Звичний плин часу змінює дзвінок Яри, який повідомляє, що їхнього друга на той час уже відомого археолога вбивають у власному будинку з його подружкою. Причиною став таємничий древній артефакт, який Мітелик, ще в день експерименту бачив у шухляді Адамчукового батька. Яра наймає Мітелика для розслідування даного випадку. При цьому Валерій потрапляє між двох вогнів. Він вплутується у боротьбу магів сходу та заходу. А сам він виявляється обраним для відновлення древнього ковену (клану) магів на території України. Проте ці наміри потрапляють у суперечність з інтересами ковенів заходу та сходу.
Під час оповіді автор на короткий час переносить оповідь у часи отамана характерника Сірка. Який добре знався у надприродних силах і співпрацював з ковеном Курана. Саме тоді захід прислав могутнього Майстра Зброї(людину в яку вселили душу древнього дракона) для знищення ковену Курана і здобуття артефакту. На щастя, могутній артефакт був надійно прихований і не потрапив до рук Майстра Зброї, проте загинули останні носії знань і ось уже в новітній час Камінь спливає знову.
Саме за допомогою Каменю Богині, дівчині з інтернату з надприродними здібностями, перебіжчиці з ковену східних, таємничому учителю-вигнанцю, самопожертві Яри та власне самому Валерію вдається відновити давній український ковен. Проте чи на довго. Новоявленому ковену загрожує як схід так і захід. У світ приходить знову Майстер Зброї, в якого є власні плани стосовно артефакту.